# Stazione di Bologna Borgo Panigale
La stazione di Bologna Borgo Panigale è una fermata ferroviaria posta sulla linea Porrettana. Serve il rione di Borgo Panigale, nella città di Bologna.

## Storia
La stazione venne aperta probabilmente con la linea ferroviaria nel 1862.
Il 28 ottobre 1927 venne attivato l'esercizio a trazione elettrica a corrente alternata trifase; la stazione venne convertita alla corrente continua il 13 maggio 1935.
Nel 1938 la stazione mutò la propria denominazione da "Borgo Panigale" a "Bologna Borgo Panigale", in conseguenza dell'aggregazione di Borgo Panigale alla città di Bologna avvenuta l'anno precedente.
La stazione fu trasformata in fermata il 21 dicembre 2001.
Nel 2012 in collaborazione con le succursali Alessandro Volta di Casteldebole sono stati fatti dei lavori di riqualifica, con un progetto di writing

## Strutture e impianti
La stazione dispone di un fabbricato viaggiatori chiuso al pubblico.
Il piazzale è composto dai due binari di corsa, dotati di banchine con pensilina in acciaio tinteggiate di blu e collegati fra loro da un sottopassaggio pedonale e un sottopassaggio ciclabile.

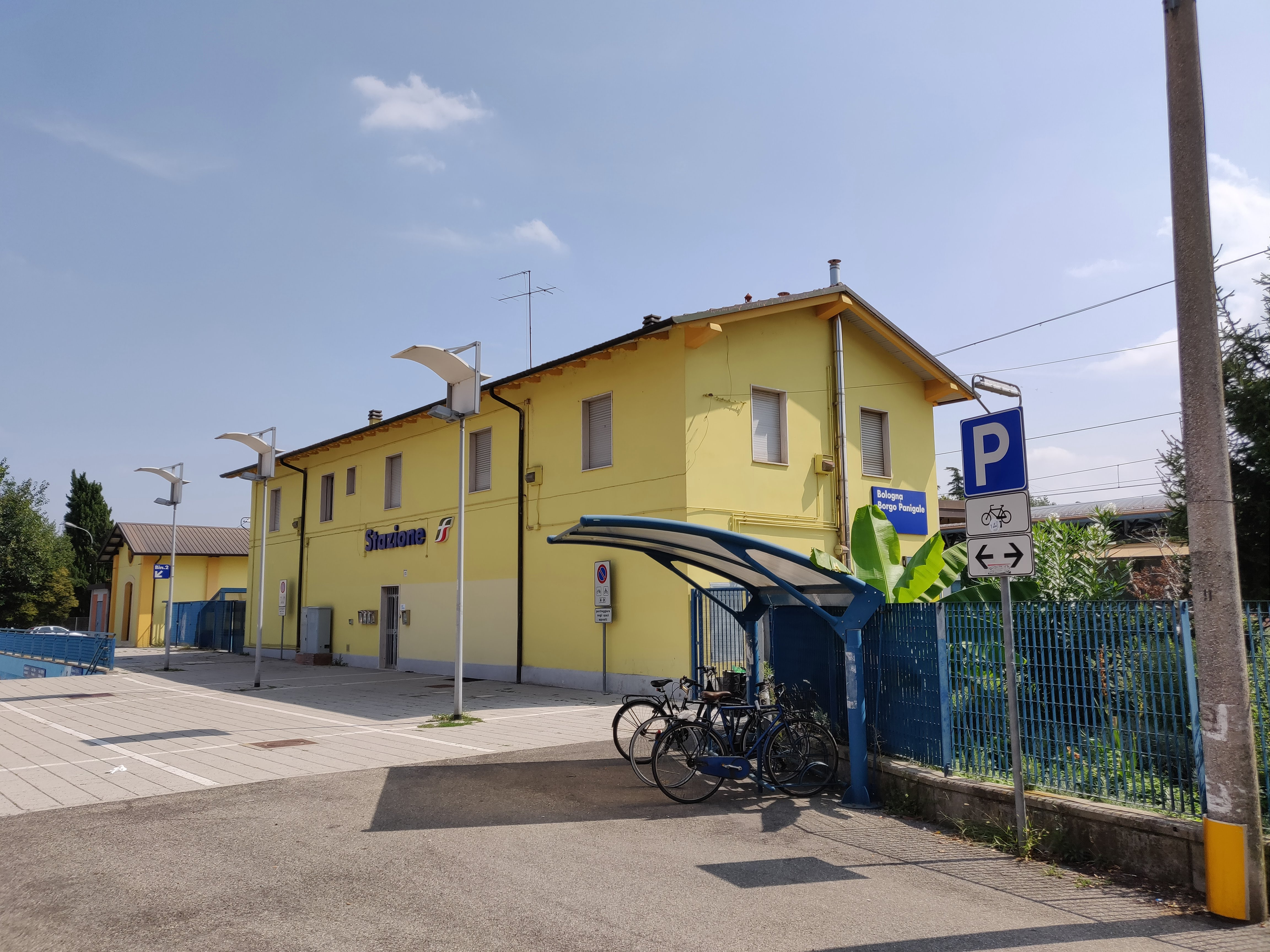
Il fabbricato viaggiatori della stazione di Bologna Borgo Panigale.
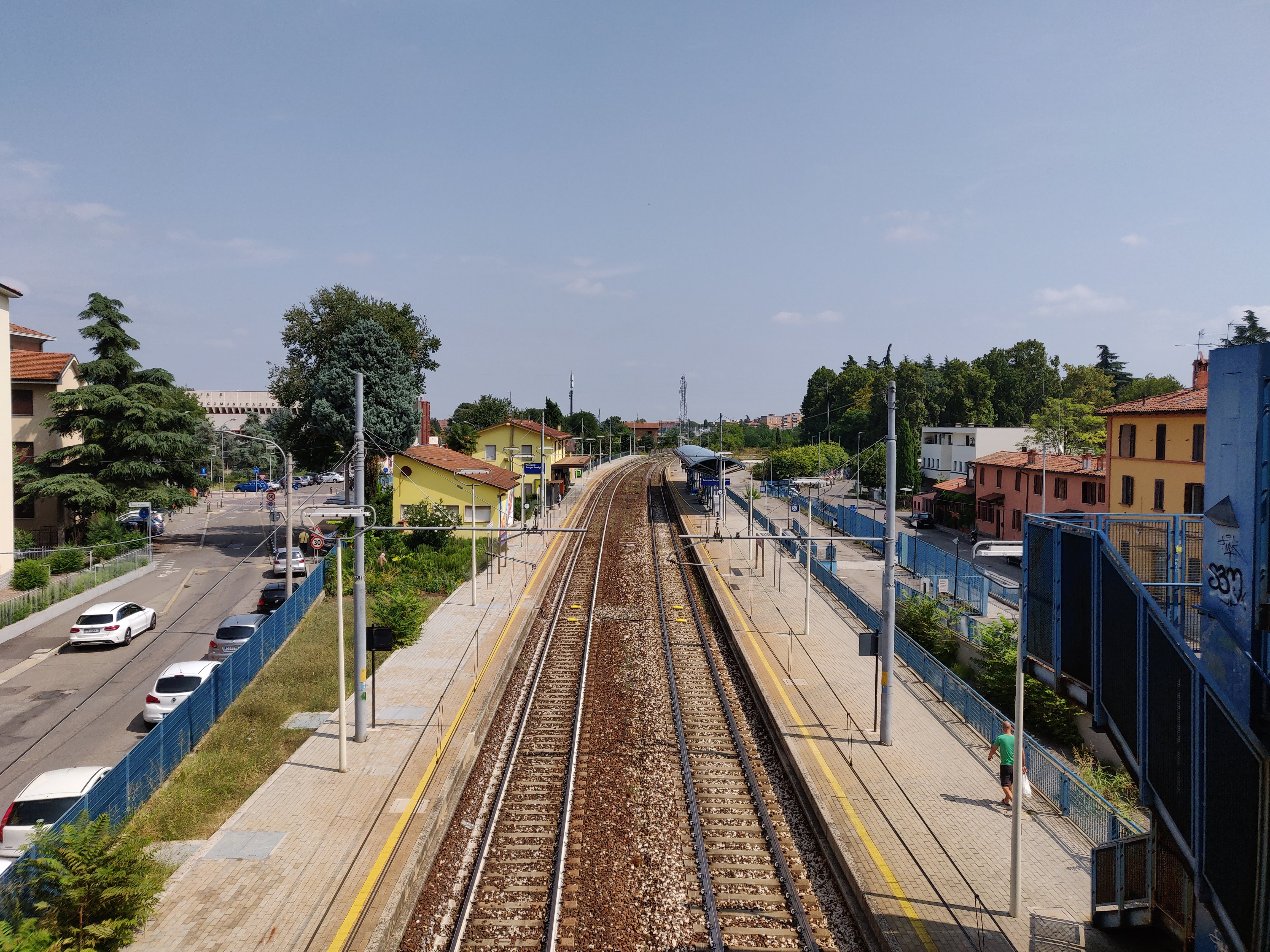
Il piazzale di stazione visto dal sovrappasso stradale di via Emilia Ponente.

## Movimento
Il servizio passeggeri è costituito dai treni regionali delle linee S1 (Porretta Terme-Bologna Centrale-Pianoro) e S2A (Bologna Centrale-Vignola) del servizio ferroviario metropolitano di Bologna. La linea S1 è percorsa da treni regionali cadenzati alla mezz'ora, mentre la linea S2A è percorsa da treni regionali cadenzati a frequenza oraria, con rinforzi alla mezz'ora nelle ore di punta.
I treni sono svolti da Trenitalia Tper nell'ambito del contratto di servizio stipulato con la regione Emilia-Romagna.
Al 2007, l'impianto risultava frequentato da un traffico giornaliero di circa 450 persone.
A novembre 2019, la stazione risultava frequentata da un traffico giornaliero medio di circa 2 405 persone (1 272 saliti + 1 133 discesi).

## Servizi
La stazione è classificata da RFI nella categoria silver.

## Interscambi
- Fermata filobus (Borgo Panigale Stazione, linea 13)
- Fermata autobus